# Usznia (obwód czernihowski)
Usznia (ukr. Ушня) – wieś na Ukrainie, w obwodzie czernihowskim, w rejonie koriukowskim, w hromadzie Mena. W 2001 liczyła 794 mieszkańców, spośród których 781 wskazało jako ojczysty język ukraiński, 12 rosyjski, a 1 inny.